# Hipèroc de Cumes
Hipèroc de Cumes (grec antic: ῾Υπέροχος, llatí: Hyperochus) fou un autor grec nascut a Cumes, a la Campània. Hom li atribueix una història de la ciutat de Cumes intitulada Κυμαικά (Kymaiká), tal vegada escrita en vers, per bé que Ateneu té dubtes sobre l'autoria d'aquesta obra. Tractava, entre altres coses, la història de la sibil·la de Cumes, i és la font del que Pausànies diu sobre aquesta sibil·la i també és la font d'una obra d'Alexandre Polihístor sobre l'oracle de Delfos (περὶ τοῦ ἐν Δελφοῖς χρηστηρίου Sobre l'oracle de Delfos) que no s'ha conservat. És possible que Fest, encara que no l'esmenti, també hi faci referència, atesos els dubtes que hi havia sobre l'autoria de l'obra.